# Síndrome do bebê cinzento
Síndrome do bebê cinzento é um sintoma causado pelo uso do cloranfenicol (antibiótico) na gravidez, que pode levar a essa síndrome, independente da dose em que se usa, pois o bebê não possui conjugantes presentes na fase II da biotransformação hepática, o que faz com que o cloranfenicol se deposite nos tecidos do bebê deixando-o com aspécto cinzento.
Consiste numa incapacidade metabólica do recem nascido devido a toxicidade mitocondrial com défice da enzima glucoronil-tranferase. 
Apresenta inumeros sintomas como vomitos, flacidez, hipotermia, acidose metabolica e cianose.